# Anno Domini MMXX
Anno Domini MMXX – piąty album studyjny polskiej grupy muzycznej Luxtorpeda. Tytuł ukazał się 1 października 2020 nakładem wytwórni muzycznej S.D.C.. Do albumu dodano także wersję DVD z nowymi utworami.
Siódmego października zespół opublikował teledysk do utworu ,,Hołd'', realizowany m.in. w Forcie VII w Poznaniu.

## Lista utworów
| Nr  | Tytuł utworu          | Długość |
| --- | --------------------- | ------- |
| 1.  | „Progres Nie Problem” | 3:06    |
| 2.  | „Instrumentalnie”     | 2:24    |
| 3.  | „Bonędza City”        | 4:09    |
| 4.  | „Ekoplan”             | 4:00    |
| 5.  | „Cel”                 | 4:44    |
| 6.  | „Hołd”                | 4:26    |
| 7.  | „Na Czworakach”       | 4:33    |
| 8.  | „Kod Genetyczny DDA”  | 3:55    |
| 9.  | „Matarapatytaparatam” | 3:14    |
| 10. | „Opty Pesy”           | 4:10    |
| 11. | „List”                | 3:56    |
| 12. | „Sęk”                 | 6:01    |
|     |                       | 48:38   |

## Twórcy albumu
- Robert „Litza” Friedrich – gitara, śpiew, produkcja
- Przemysław „Hans” Frencel – śpiew, rap
- Robert „Drężmak” Drężek – gitara
- Krzysztof „Kmieta” Kmiecik – gitara basowa
- Tomasz „Krzyżyk” Krzyżaniak – perkusja
- Alan Silverman – mastering
- Michał Wasyl – produkcja, miksowanie
- Joszko Broda – dudy (utwór „Hołd”)

## Listy sprzedaży
| Lista | Kraj   | Pozycja |
| ----- | ------ | ------- |
| OLiS  | Polska | 1       |

W zestawieniu rocznym album zajął 78. miejsce.

## Notowane utwory
| Tytuł                  | Antyradio | Poznań | Rzeszów | RDC |
| ---------------------- | --------- | ------ | ------- | --- |
| ,,Ekoplan"             | 1         | -      | 16      | 3   |
| ,,Matarapatytaparatam" | -         | 4      | -       | -   |

## Wyróżnienia
| Publikacja | Wyróżnienie                       | Pozycja |
| ---------- | --------------------------------- | ------- |
| Teraz Rock | Najlepsze polskie płyty 2020 roku | 2       |